# Valérie Marneffe
Valérie Marneffe é uma personagem da Comédia Humana de Honoré de Balzac, que aparece apenas em La Cousine Bette.
Nascida Valérie Fortin em 1815, filha natural do Conde de Montcornet, ela se casa com um empregado do ministério da guerra em 1836. O conde lhe dá um dote de vinte mil francos.
A partir de 1838 ela passa a enganar Marneffe com quatro amantes: o barão Hulot d'Ervy, Célestin Crevel, o brasileiro Montès e o conde Wenceslas Steinbock. Estimulada por Élisabeth Fischer a participar de maquinações que fazem a ruína do barão Hulot e o desespero de sua esposa, Adelina, ela morre depois do desvio momentâneo do conde Wenceslas Steinbock, envenenada em 1843 por Madame de Saint-Estève, a pedido de Victorin Hulot d'Ervy.
Ela deixa em testamento trezendos mil francos a Hector Hulot, que ela considera uma restituição de bens roubados.